# Ich habe getötet (Bulgakow)
Ich habe getötet (russisch Я убил, Ja ubil) ist eine autobiografisch gefärbte Kurzgeschichte des sowjetischen Schriftstellers Michail Bulgakow, die 1926 in den Nummern 44 und 45 der Moskauer Zeitschrift Medizinski rabotnik erschien. Der Autor war im Februar 1919 in Petljuras Streitkräften als Militärarzt verpflichtet worden. Während eines diesbezüglichen militärischen Einsatzes konnte er sich der Dienstverpflichtung entziehen; er versteckte sich hinter einem Dneprbrückenpfeiler.

## Inhalt

### Rahmenerzählung
Am 1. Februar 1926 erzählt der Chirurg Dr. Jaschwin den Moskauer Kollegen, wie er – auf den Tag genau vor sieben Jahren – im heimatlichen Kiew den Petljura-Oberst Lestschenko erschoss. Letzterer hatte vor der Vertreibung Petljuras aus Kiew Jagd auf Juden und Bolschewiken gemacht. Dr. Jaschwin sollte zwangsweise zum Militärarzt rekrutiert und später als Bolschewiken-Sympathisant gerichtet werden.

### Binnenerzählung
Als Dr. Jaschwin nicht ertragen kann, wie Oberst Lestschenko eine Wehrlose verprügeln lässt, gelingt ihm nach der Tötung des Kavallerieregimentskommandeurs Lestschenko die Flucht.

## Deutschsprachige Ausgaben
Verwendete Ausgabe:
- Ich habe getötet. In: Ralf Schröder (Hrsg.): Michail Bulgakow: Gesammelte Werke. Band 7.1: Ich habe getötet. Erzählungen und Feuilletons. Aus dem Russischen von Thomas Reschke. Volk & Welt, Berlin 1995, ISBN 3-353-00946-9, S. 114–128.